# Lampranthus baylissii
Lampranthus baylissii är en isörtsväxtart som beskrevs av L. Bol. Lampranthus baylissii ingår i släktet Lampranthus och familjen isörtsväxter. Inga underarter finns listade i Catalogue of Life.